# FSV 1919 Malchin
FSV 1919 Malchin is een Duitse voetbalclub uit Malchin, Mecklenburg-Voor-Pommeren.

## Geschiedenis
In 1918 werd Arbeiterturn- und Sportverein Malchin opgericht, een jaar later ontstond hieruit Freie Spielvereinigung Malchin von 1919. De club werd tussen 1921 en 1929 vier keer Mecklenburgs kampioen.
Na de Tweede Wereldoorlog werden alle Duitse clubs ontbonden. De club werd heropgericht als SG Malchin en nam in 1951 het BSG-statuut aan en werd BSG Empor Malchin. In 1953 promoveerde de club naar de Bezirksliga. Twee jaar later werd de club gesponsord door de spoorwegen en nam de naam BSG Lokomotive aan. In 1957 volgde degradatie naar de Bezirksklasse, intussen de vijfde klasse. Na één seizoen promoveerde de club weer. Vanaf 1963 was de Bezirksliga terug de derde klasse en Malchin was hier een stamgast. Tussen 1985 en 1988 heette de club opnieuw Empor en daarna weer Lokomotive. In 1989 degradeerde de club opnieuw.
Na de Duitse hereniging werd in 1991 de naam ESV Malchin aangenomen. De voetbalafdeling werd al snel onafhankelijk onder de naam FSV 1919 Malchin. In 2001 promoveerde de club naar de Verbandsliga, toen de vijfde klasse, sinds 2008 de zesde. In 2014 degradeerde de club. Na drie seizoenen kon de club terugkeren. In 2019 volgde opnieuw degradatie naar de Landesliga.